# Balaklia
Balaklia (en ukrainien : Балаклія, en russe : Бaлaклeя, Balakleïa) est une ville de l'oblast de Kharkiv, dans l'est de l'Ukraine. Sa population s'élevait à 26 921 habitants en 2021.

## Géographie

### Situation
Balakliia fait partie du bassin hydrographique de la rivière Donets, et se situe à la confluence de la Lyakhova, qui est un bras du Donets, et de la rivière Balaklika venant du nord ; elle se trouve à 75 km au sud-est de Kharkiv et à 467 km à l'est-sud-est de Kiev.

## Histoire

### Origine
La fondation de Balaklia remonte à 1663.

### XVIIIesiècle
Durant les fréquentes guerres avec l'Empire ottoman, l'Fort Saint-Pierre fut construite à proximité.

### XXesiècle
Balaklia a le statut de ville depuis 1938.

#### Seconde Guerre mondiale
Pendant la Seconde Guerre mondiale, de très violents combats se déroulèrent dans les environs de Balaklia.
Pendant la seconde bataille de Kharkov, la Wehrmacht et l'Armée rouge s'affrontèrent en mai 1942, faisant des dizaines de milliers de morts parmi les officiers et soldats soviétiques.

### XXIesiècle

#### Explosions dans un dépôt d'armes en 2017
Le 23 mars 2017, 20 000 habitants de Balaklia sont évacués après une série d'explosions dans un important dépôt d'armes voisin, où sont stockés des missiles et des munitions d'artillerie. La catastrophe a fait une victime civile et cinq blessés.

#### Invasion russe de l'Ukraine en 2022
Le 3 mars 2022, Balaklia  est prise par les forces armées de la fédération de Russie dans le cadre de leur invasion de l'Ukraine,.
La ville est reprise par les Ukrainiens le 8 septembre 2022, lors de la contre-offensive d'été.

## Population
Recensements (*) ou estimations de la population :
| 1939*  | 1959*  | 1970*  | 1979*  |
| ------ | ------ | ------ | ------ |
| 13 636 | 21 325 | 30 470 | 32 820 |

| 1989*  | 2001*  | 2011   | 2012   |
| ------ | ------ | ------ | ------ |
| 37 737 | 32 408 | 29 676 | 29 623 |

| 2013   | 2014   | 2015   | 2016   |
| ------ | ------ | ------ | ------ |
| 29 499 | 29 395 | 29 307 | 29 091 |

| 2017   | 2018   | 2019   | 2020   |
| ------ | ------ | ------ | ------ |
| 28 868 | 28 139 | 27 637 | 27 249 |

| 2021   | - | - | - |
| ------ | - | - | - |
| 26 921 | - | - | - |

## Économie
Une des principales entreprises de Balaklia est la cimenterie Baltsem (en ukrainien : Балцем), mise en service en 1969. Elle a une capacité de production de 3 millions de tonnes par an et emploie 1 900 salariés (2006).

## Lieux d'intérêt
Le Parc national de l'Ukraine slobodienne.

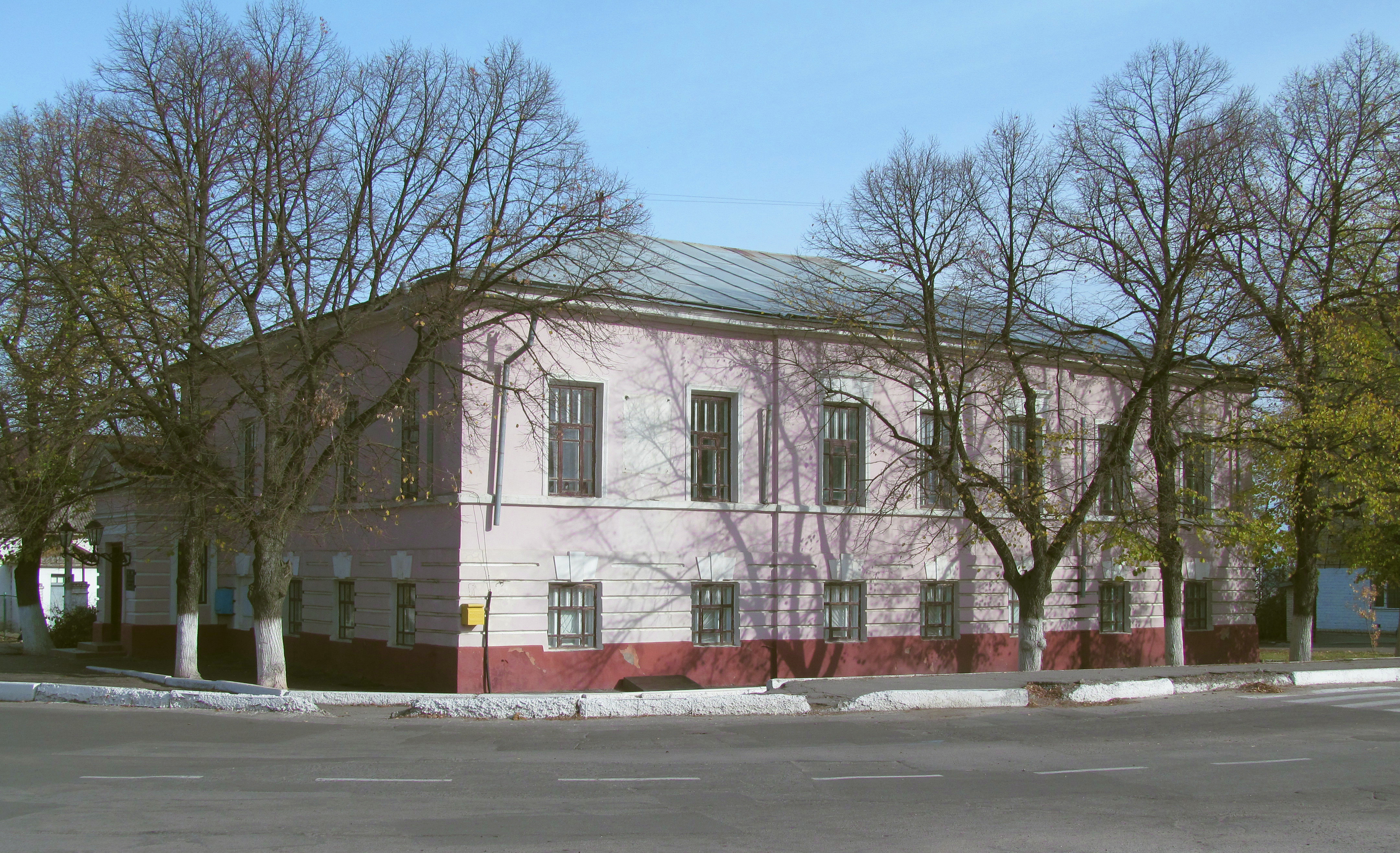
le musée historique local, classé[7],
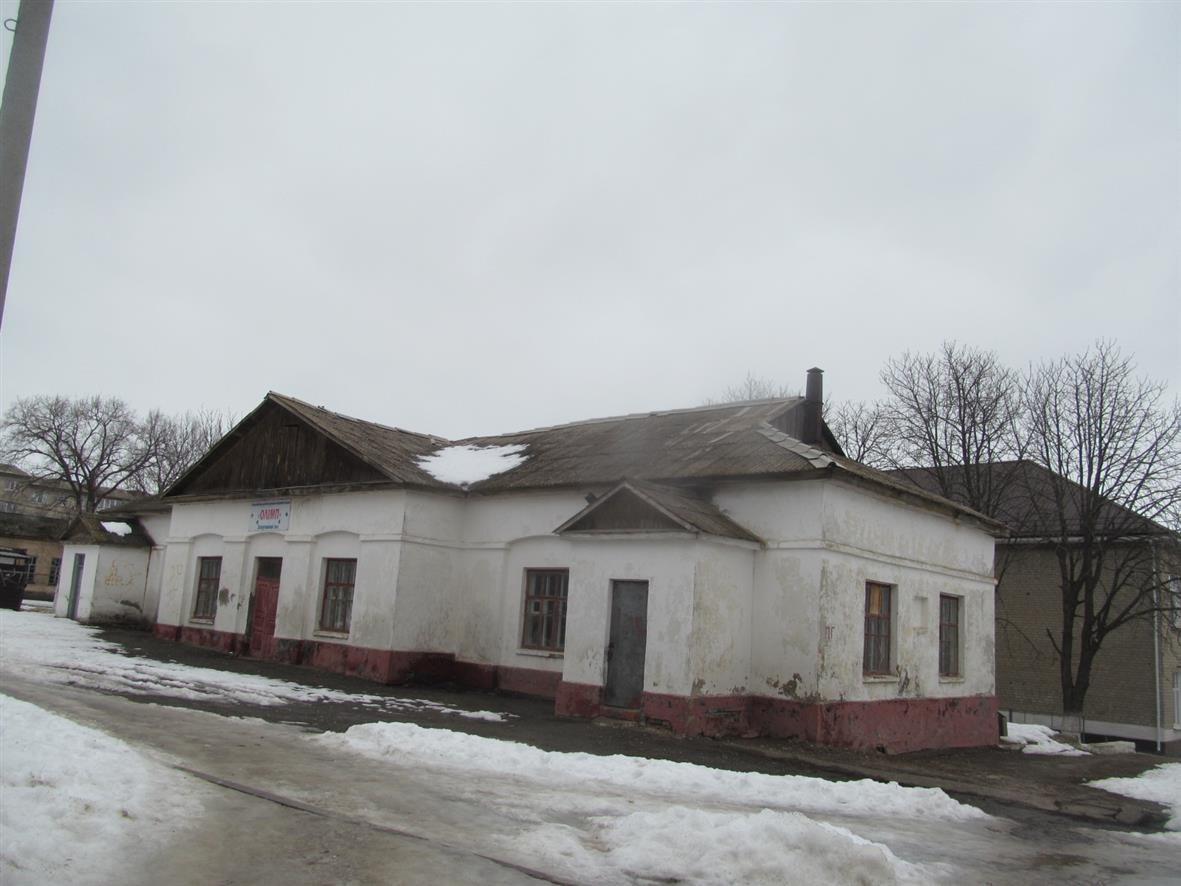
manoir,
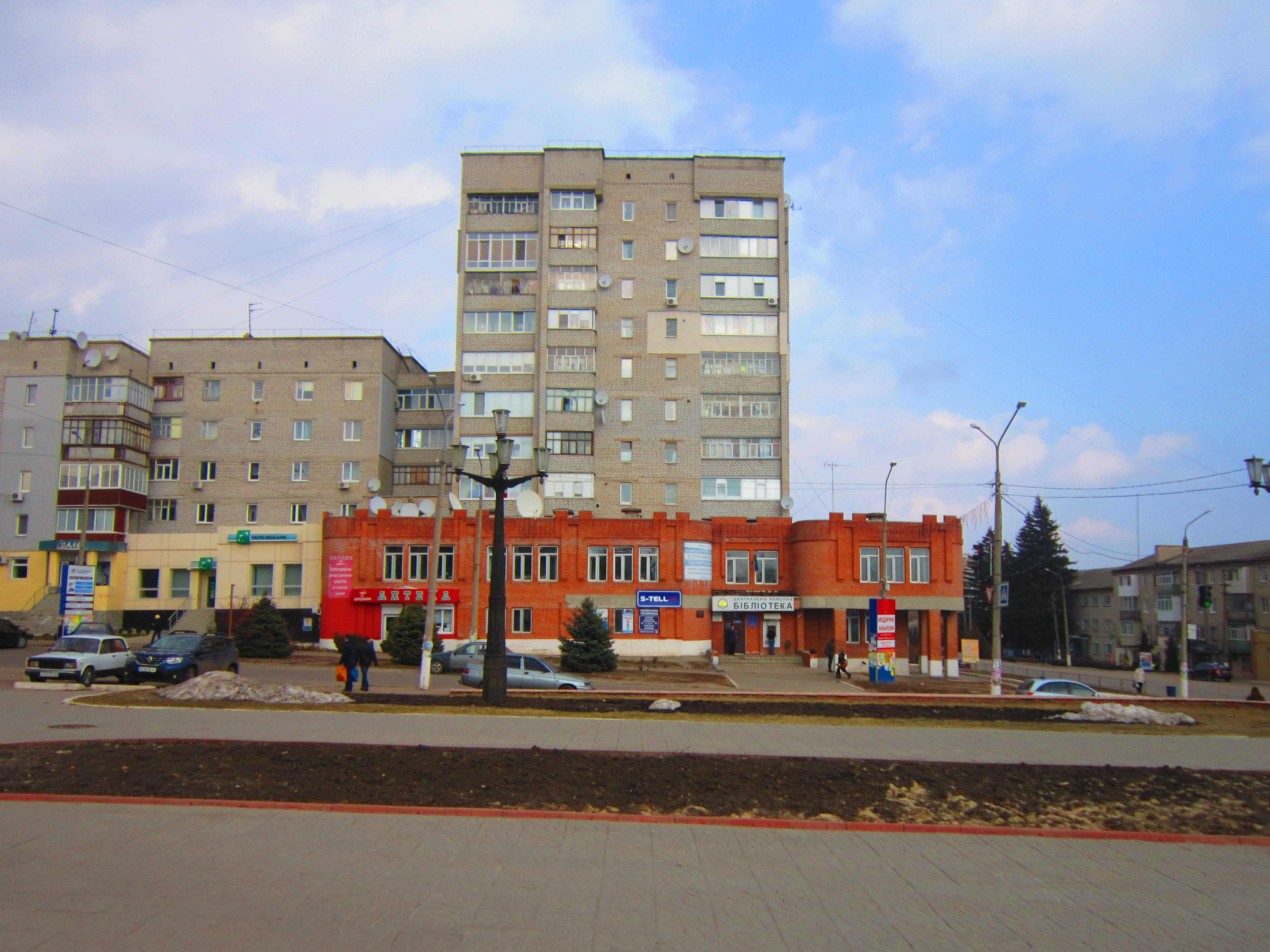
bibliothèque,
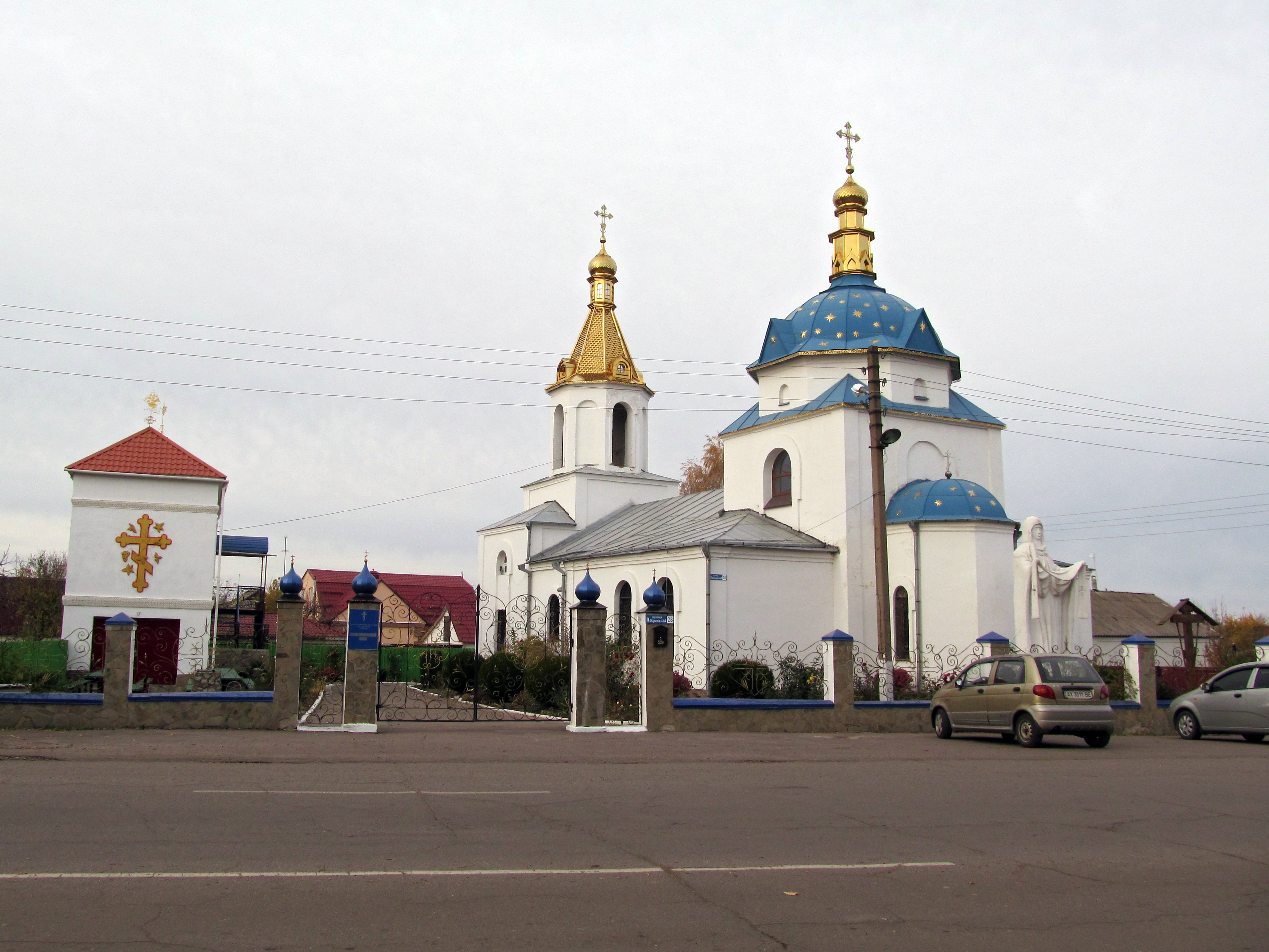
église de l'Intercession,
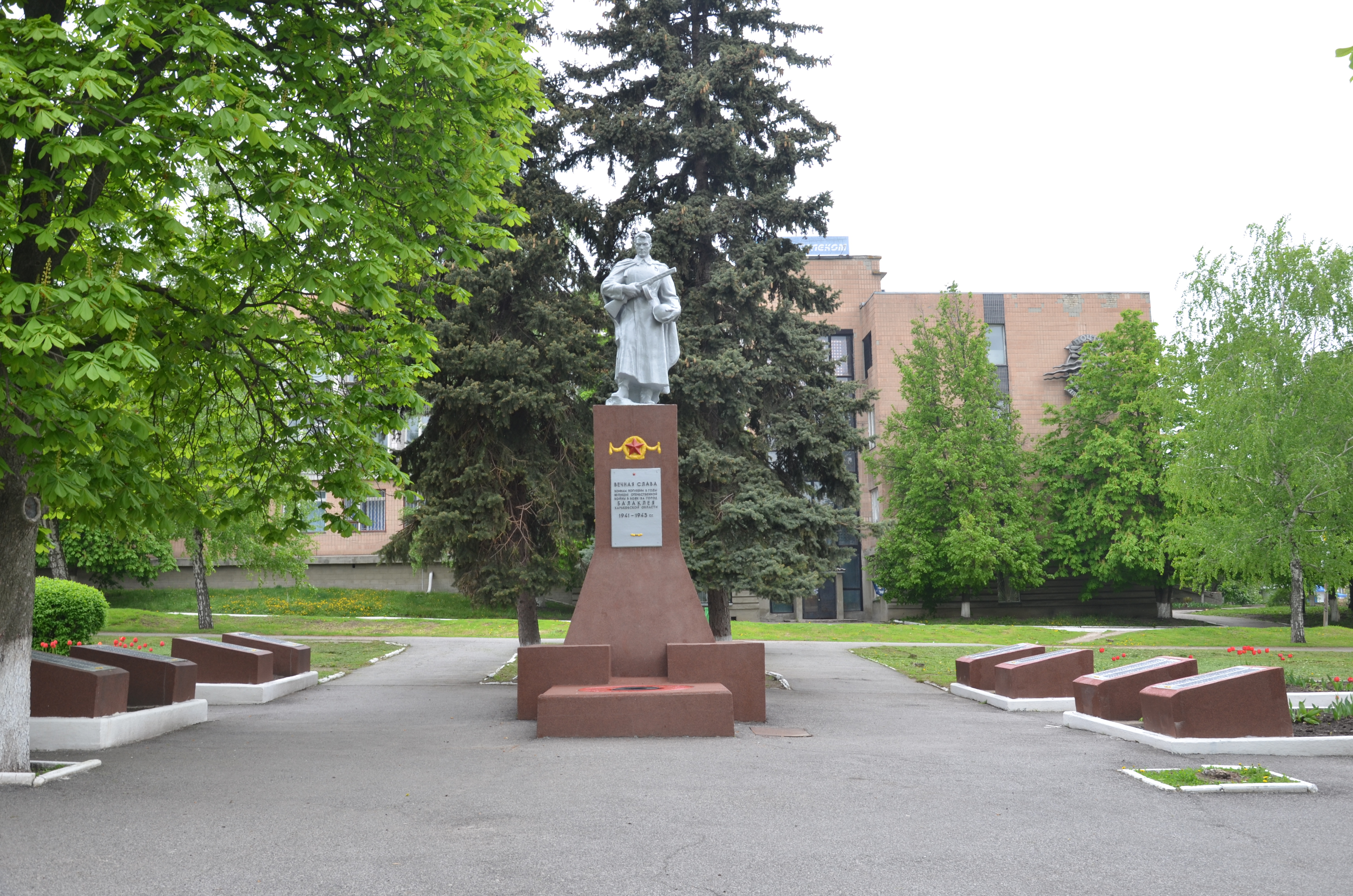
monuments classé
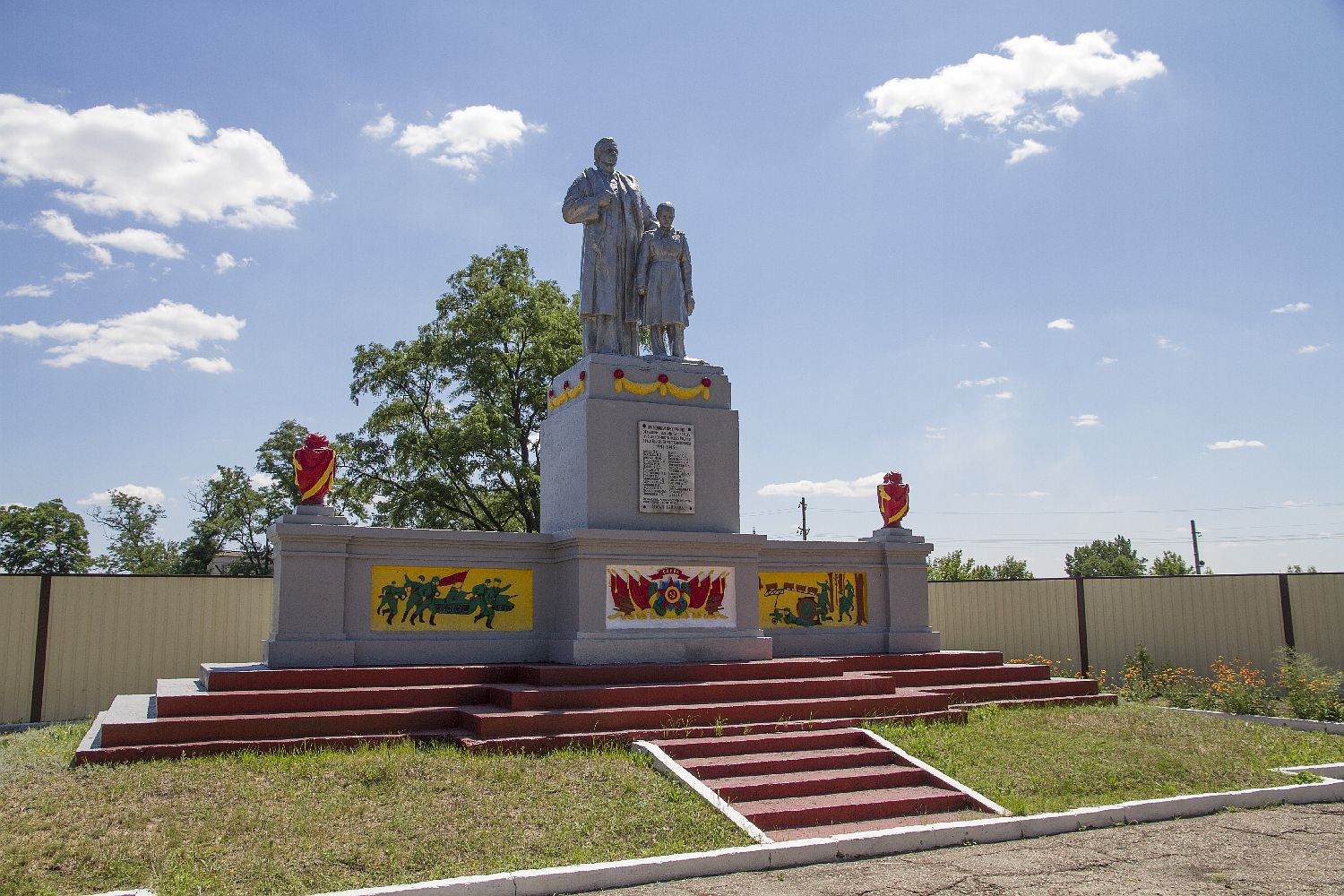
aux soldats classé[9].